# منبذة فائقة

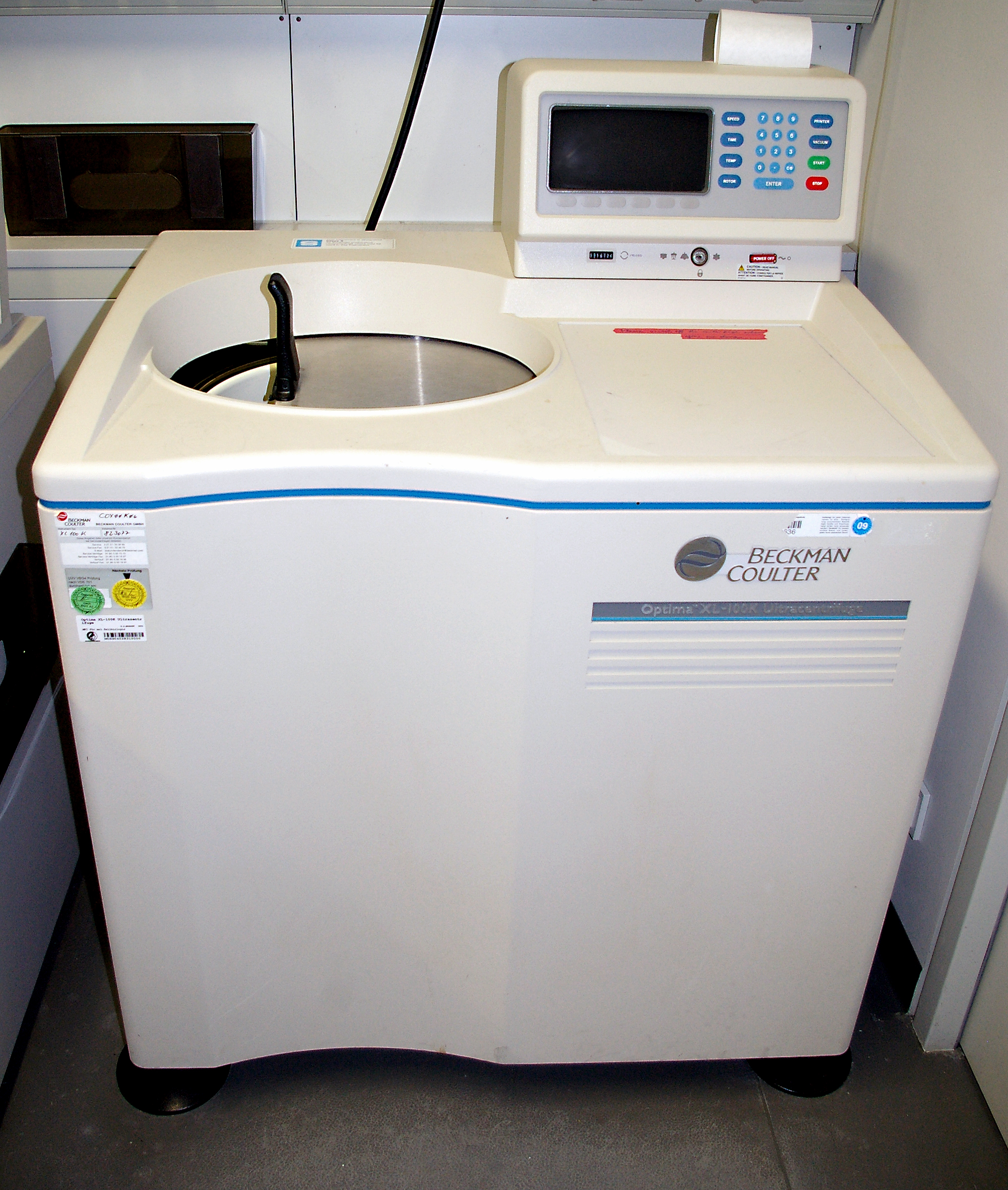
منبذة فائقة.

المنبذة الفائقة (بالإنجليزية: ultracentrifuge)‏ هي منبذة محسنتة لتدوير محور دوارٍ بسرعات عالية جدا، قادرة على توليد تسارع يصل حتى 1 مليون جي (حوالي 9800 كلم/ثا2). تدور المنبذة الفائقة بسرعة تصل حتى 500 ألف دورة في الدقيقة، ويدور المحور الدوار في فراغ حتى لا تكون هنالك مقاومة الهواء. يوجد نوعان من المنبذات الفائقة: المنبذة التحضيرية والمنبذة التحليلية، ولكلا هاذين النوعين استخدام مهم في علم الأحياء الجزيئي، الكيمياء الحيوية و علم المكثورات.
طورت المنبذة التحليلية بواسطة تيودور سفيدبيرغ في منتصف العقد 1920، واستخدمها لتحديد معدل سرعة ترسيب الجزيئات الكبيرة وذلك لمعرفة وزنها الجزيئي تقريبا.

## المكونات
تتكون المنبذات الفائقة من نظام قيادة وتدوير، نظام تبريد (وكذلك تسخين)، مضخات فراغية (مضخة الإزاحة الموجبة ومضخة التفريغ الانتشاري (en))، مستشعرات وغطاء واقي. تتكون المحاور الدوارة الخاصة المنبذات الفائدة عادة من خلائط الألمنيوم أو التيتانيوم أو من ألياف بلاستيكية. يُستخدم كِلَا نوعي المحاور الدوارة: المثببة الزاوية وكذلك المحاور العمودية المسماة الدلو المتأرجح (swinging-bucket).